# Kate Beckinsale
Kathrin Romany „Kate“ Beckinsale (* 26. července 1973 Londýn) je anglická herečka, která je známá z filmů Pearl Harbor (2001), Van Helsing (2004) a Underworld (2003).

## Život
Narodila se v Londýně televizním hercům Judy Loe a Richardu Beckinsaleovi, který zemřel v roce 1979 ve věku 31 let. Judy Loe se později provdala za režiséra Roye Battersbyho, který měl již 5 dětí z předchozího manželství. Kate má nevlastní sestru Samanthu, která je také herečka. Během dospívání Kate trpěla anorexií, kterou však překonala. Vystudovala Oxfordskou univerzitu, obor francouzská a ruská literatura. V době studia žila jeden rok v Paříži. Po pradědečkovi má z části barmský původ.

## Kariéra
Její první role byla ve filmu One Against the Wind, jenž se odehrává v období 2. světové války. Ač byla rozhodnutá stát se herečkou, nakonec dala přednost univerzitě. Během studií na Oxfordu dostala roli ve filmové adaptaci Shakespearovy hry Mnoho povyku pro nic režiséra Kennetha Branagha. Tato role byla v životě Kate zlomová, neboť při natáčení poznala svého budoucího manžela Michaela Sheena. Během studií na Oxfordu hrála Kate v dalších filmech jako např. Jutský princ nebo Odhalení. Následovaly role ve filmech, které byly mimo Británii méně známé, kupříkladu thriller Pronásledovaný, romantická komedie Emma či drama Téměř bez šance.

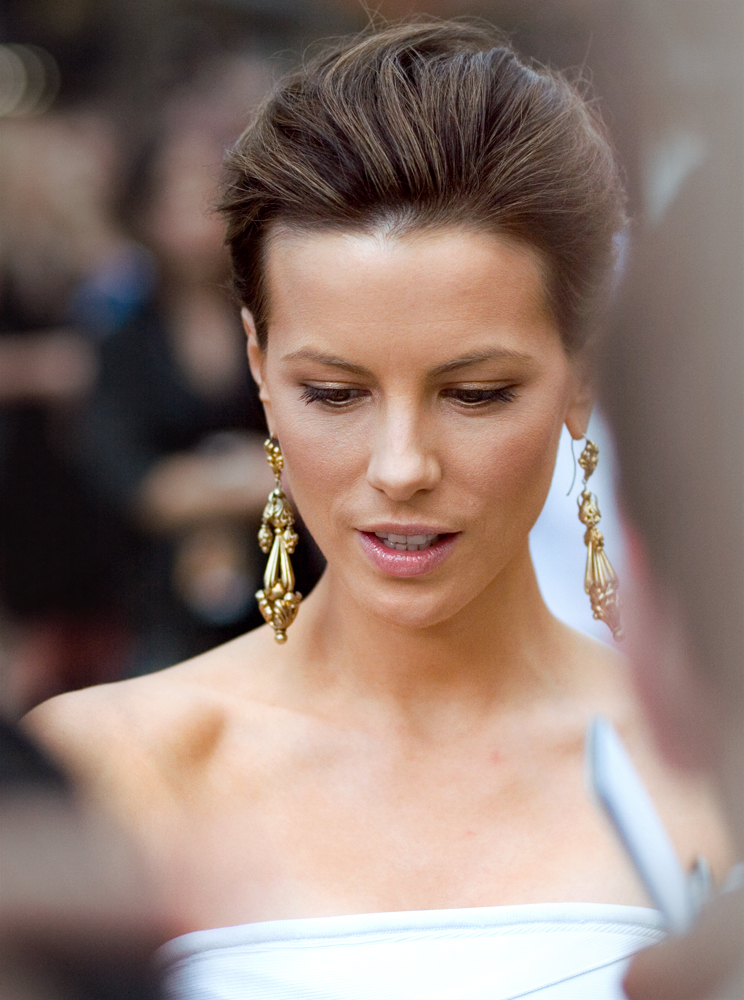
Kate v roce 2007

Po několika rolích v méně známých filmech, přišla role velká, a to konkrétně ve filmu Pearl Harbor, kde ztvárnila zdravotní sestru Evelyn. Následovala role v romantické komedii Lásce na stopě, či v dramatu Laurel Canyon. Poté přišel další zlomový bod v životě Kate, a to když přijala roli upírky Selene v akčním fantasy Underworld. Zlomový bod to byl ze dvou důvodů, jednak to byla prozatím jedna z jejích největších filmových rolí, a také proto, že se poznala s režisérem filmu Lenem Wisemanem, kterého si později vzala. Následovaly role ve filmech Ďáblíci, kritikou nepřijímaný Van Helsing a naopak úspěšný Letec, kde si po boku Leonarda DiCapria zahrála jednu z nejslavnějších a nejkrásnějších hereček 20. století, Avu Gardner. Poté přišlo druhé pokračování upírské fantasy Underworld: Evolution, komedie Klik – život na dálkové ovládání, thriller Nic než pravda, drama Všichni jsou v pohodě a další.
V roce 2012 si zahrála hlavní role ve třech vesměs chladně přijatých filmech a to v Kontrabandu po boku Marka Wahlberga, dále jako Selene v pokračování upírské ságy Underworld: Probuzení a nakonec v remaku filmu Total Recall, kde si zahrála manželku Colina Farrela.

## Osobní život
- Má dceru Lily Mo Sheen (* 1999) s britským hercem Michaelem Sheenem.
- S manželem Lenem Wisemanem byla Kate od roku 2003, v roce 2019 se rozvedli.

## Filmografie
| Rok  | Název                            | Ztvárněná role                      | Poznámka |
| ---- | -------------------------------- | ----------------------------------- | --- |
| 1993 | Mnoho povyku pro nic             | Hero                                | |
| 1994 | Uncovered                        | Julia                               | |
| 1994 | Jutský princ                     | Ethel                               | |
| 1995 | Pronásledovaný                   | Christina Mariell                   | |
| 1996 | Emma                             | Emma Woodhouse                      | |
| 1998 | Poslední dny disca               | Charlotte Pingress                  | |
|      | Shooting Fish                    | Georgie                             | |
| 1999 | Téměř bez šance                  | Darlene Davis                       | |
| 2000 | Zlatá číše                       | Maggie Verver                       | |
| 2001 | Lásce na stopě                   | Sara Thomas                         | |
| 2001 | Pearl Harbor                     | Zdravotní sestra Lt. Evelyn Johnson | Nominováno na Nejlepší ženskou roli na MTV Movie Awards Nominováno na nejhorší pár (s Benem Affleckem) na Razzie Awards |
| 2002 | Laurel Canyon                    | Alex                                | |
| 2003 | Underworld                       | Selene                              | Nominováno na Nejlepší roli na Academy of Science Fiction, Fantasy & Horror Films                                       |
| 2003 | Ďáblíci                          | Carol                               | |
| 2004 | Letec                            | Ava Gardner                         | |
| 2004 | Van Helsing                      | Anna Valerious                      | |
| 2006 | Klik - život na dálkové ovládání | Donna Newman                        | |
| 2006 | Underworld: Evolution            | Selene                              | |
| 2007 | Motel smrti                      | Amy Fox                             | |
| 2007 | Sněžní andělé                    | Annie Marchand                      | |
| 2008 | Okřídlené bytosti                | Carla Davenport                     | |
| 2008 | Nic než pravda                   | Rachel Armstrong                    | |
| 2009 | Bílá smrt                        | Carrie Stetko                       | |
| 2009 | Underworld: Vzpoura Lycanů       | Selene                              | |
| 2009 | Všichni jsou v pohodě            | Amy Goode                           | |
| 2012 | Underworld: Probuzení            | Selene                              | |
| 2012 | Kontraband                       | Kate Farraday                       | |
| 2012 | Total Recall                     | Lori                                | |
| 2013 | Pravda je jen slovo              | Cate McCall                         | |
| 2014 | E.A. Poe: Podivný experiment     | Eliza Graves                        | |
| 2014 | S tváří anděla                   | Simone Ford                         | |
| 2015 | Všechno, co chceš                | Catherine West                      | |
| 2016 | Láska a přátelství               | Susan Vernon                        | |
| 2016 | Démon minulosti                  | Dana Barrow                         | |
| 2016 | Underworld: Krvavé války         | Selene                              | |
| 2021 | Jolt                             | Lindy Lewis                         | |
| 2023 | Bláznův ráj                      | Christiana Dior                     | |

### Televize
| Rok  | Název                     | Ztvárněná role | Poznámka |
| ---- | ------------------------- | -------------- | -------- |
| 1995 | Farma chabé útěchy        | Flora Poste    |          |
| 1996 | Emma                      | Emma Woodhouse | TV film  |
| 1998 | Alenka v zemi za zrcadlem | Alice          |          |